# Кертіс (Огайо)
Кертіс (англ. Curtice) — переписна місцевість (CDP) в США, в округах Оттава і Лукас штату Огайо. Населення — 1552 особи (2020).

## Географія
Кертіс розташований за координатами 41°36′57″ пн. ш. 83°22′27″ зх. д. / 41.61583° пн. ш. 83.37417° зх. д. (41.615914, -83.374271).  За даними Бюро перепису населення США в 2010 році переписна місцевість мала площу 9,42 км², уся площа — суходіл.

## Демографія
Згідно з переписом 2010 року, у переписній місцевості мешкало 1526 осіб у 560 домогосподарствах у складі 450 родин. Густота населення становила 162 особи/км².  Було 582 помешкання (62/км²).
Расовий склад населення:
| - 97,1 % — білих - 0,9 % — азіатів - 0,2 % — корінних американців - 0,2 % — чорних або афроамериканців |

До двох чи більше рас належало 1,3 %. Частка іспаномовних становила 2,5 % від усіх жителів.
За віковим діапазоном населення розподілялося таким чином: 22,3 % — особи молодші 18 років, 64,2 % — особи у віці 18—64 років, 13,5 % — особи у віці 65 років та старші. Медіана віку мешканця становила 44,1 року. На 100 осіб жіночої статі у переписній місцевості припадало 105,1 чоловіків;  на 100 жінок у віці від 18 років та старших — 104,3 чоловіків також старших 18 років.
Середній дохід на одне домашнє господарство  становив 84 640 доларів США (медіана — 69 500), а середній дохід на одну сім'ю — 98 522 долари (медіана — 84 886). Медіана доходів становила 60 833 долари для чоловіків та 49 875 доларів для жінок. За межею бідності перебувало 4,9 % осіб, у тому числі 0,0 % дітей у віці до 18 років та 17,9 % осіб у віці 65 років та старших.
Цивільне працевлаштоване населення становило 1036 осіб. Основні галузі зайнятості: освіта, охорона здоров'я та соціальна допомога — 25,2 %, виробництво — 18,0 %, транспорт — 15,8 %.